# Fremont (Ohio)
Fremont ist eine City im Sandusky County im US-Bundesstaat Ohio. Das U.S. Census Bureau ermittelte bei der Volkszählung 2020 eine Einwohnerzahl von 15.930. Das Stadtgebiet hat eine Größe von 20,0 km².
Benannt ist die Stadt nach dem Entdecker John C. Frémont.

## Geschichte

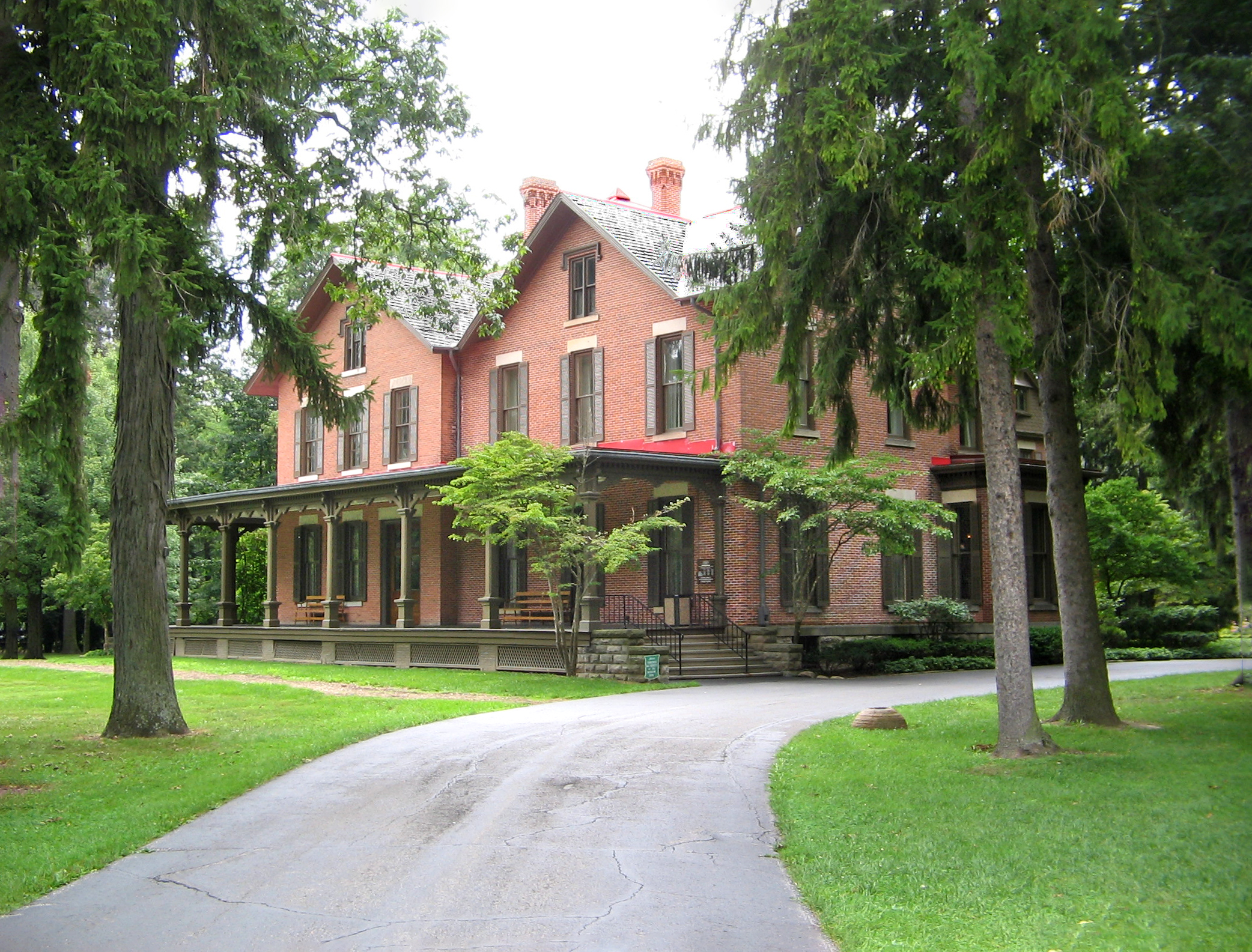
Spiegel Grove (2005)

Ein Ort in der Stadt hat den Status einer National Historic Landmark, die Spiegel Grove. Zwölf Bauwerke und Stätten Fremonts sind im National Register of Historic Places (NRHP) eingetragen (Stand 1. Oktober 2018).

## Söhne und Töchter der Stadt
- Alycia Baumgardner (* 1994), Boxerin
- Mark Coleman (* 1964), Wrestler
- James Robert Hoffman (1932–2003), römisch-katholischer Bischof von Toledo
- Robert Knepper (* 1959), Schauspieler
- Leonard T. Skeggs (1918–2002), Biochemiker
- Dick Sprang (1915–2000), Comiczeichner
- Charles Woodson (* 1976), NFL-Spieler